# Strange Weather, Isn't It?
Strange Weather, Isn't It? è il quarto album discografico del gruppo musicale statunitense !!!, pubblicato nel 2010.

## Tracce
1. AM/FM – 4:55
2. The Most Certain Sure – 5:39
3. Wannagain Wannagain – 3:50
4. Jamie, My Intentions Are Bass – 5:06
5. Steady as the Sidewalk Cracks – 4:25
6. Hollow – 2:48
7. Jump Back – 3:21
8. Even Judas Gave Jesus a Kiss – 5:45
9. The Hammer – 4:54